# Vanilla marowynensis
Vanilla marowynensis é uma espécie de orquídea de hábito escandente e crescimento reptante que existe no Suriname. São plantas clorofiladas de raízes aéreas; sementes crustosas, sem asas; e inflorescências de flores de cores pálidas que nascem em sucessão, de racemos laterais.
Esta espécie pode ser reconhecida entre as Vanilla por apresentar labelo trilobado com pelos no disco, e lobo terminal com apêndices foliáceos; folhas carnosas ovaladas e acuminadas, medindo de 10 a 16 centímetros de comprimento por 4 a 6 de largura, presa à planta por longo pseudo-pecíolo canaliculado.